# Moulay
Moulay – miejscowość i gmina we Francji, w regionie Kraj Loary, w departamencie Mayenne.
Według danych na rok 1990 gminę zamieszkiwało 919 osób, a gęstość zaludnienia wynosiła 106 osób/km² (wśród 1504 gmin Kraju Loary Moulay plasuje się na 613. miejscu pod względem liczby ludności, natomiast pod względem powierzchni na miejscu 1061.).